# Plan de maîtrise sanitaire
« PMS » redirige ici. Pour les autres significations, voir PMS.
Le Plan de Maitrise Sanitaire (PMS) est un outil qui décrit l'ensemble des mesures mises en place par un établissement dans le but de garantir l'hygiène alimentaire. Celui-ci doit être mise en place pour atteindre les objectifs de sécurité sanitaire définis dans le Paquet Hygiène.